# Liocichla
Liocichla là một chi chim trong họ Leiothrichidae.